# Duch Frankensteina
Duch Frankensteina (ang. The Ghost of Frankenstein) – amerykański film z 1942 roku będący kontynuacją filmu Syn Frankensteina.

## Obsada
- Cedric Hardwicke -  dr Ludwig Frankenstein
- Lon Chaney Jr. - potwór Frankensteina
- Ralph Bellamy - Erik Ernst
- Lionel Atwill - dr Theodor Bohmer
- Béla Lugosi - Ygor
- Evelyn Ankers - Elsa Frankenstein
- Janet Ann Gallow - Cloestine Hussman
- Barton Yarborough - dr Kettering
- Doris Lloyd - Martha
- Leyland Hodgson - komisarz